# ملك السويد
يتعلق النظام الملكي في السويد برأس الدولة الذي يحمل لقب ملك السويد، وهو نظام ملكي دستوري وراثي مع نظام برلماني. كانت مملكة السويد (بالسويدية: Konungariket Sverige) ملكية منذ زمن بعيد. كانت هذه الملكية في الأصل ملكية انتخابية، وأصبحت ملكية وراثية في القرن السادس عشر في عهد غوستاف الأول، على الرغم من أن جميع الملوك تقريباً قبل ذلك كانوا ينتمون إلى عدد محدود وصغير من العائلات التي تُعتبر السلالات الملكية للسويد.
تُعدُّ السويد في يومنا هذا ديمقراطية تمثيلية في نظام برلماني يعتمد على سيادة الشعب، كما هو مُحدَّد في صك الحكم الحالي (واحد من القوانين الأساسية الأربعة في المملكة التي تُشكِّل الدستور المكتوب). يقع على عاتق الملك وأعضاء العائلة الملكية مجموعة متنوعة من الواجبات الرسمية وغير الرسمية وغيرها من الرسوم التمثيلية داخل السويد وخارجها.
أصبح كارل السادس عشر غوستاف الملك في 15 سبتمبر 1973 بعد وفاة جده، غوستاف السادس أدولف.

## تاريخ

### ما قبل القرن السادس عشر
حكم الملوك الشعوب الإسكندنافية منذ عصور ما قبل التاريخ. ففي القرن الأول الميلادي، ذكر المؤرخ الروماني تاسيتس في سجلاته أن أسلاف السويديين كان يحكمهم ملك، ولكن تتابع ملوك السويد حتى الملك إريك المنتصر (ت. 995) لم يُذكر في أي مصدر تاريخي سوى الساغات (الملحمات) الإسكندنافية التي تشكل موضع خلاف حاد بين المؤرخين.
في الأصل كان نفوذ ملك السويد مقتصرًا على كونه قائد حرب، وقاضٍ، وقسيس معبد أوبسالا. نُصبت الآلاف من الشواهد الرونية القائمة تخليدًا لذكرى العديد من عامة الشعب، ولكن لم يُعثر على أي سجلات تاريخية تذكر شيئًا عن ملوك السويد قبل القرن الرابع عشر (ورغم ذلك أُضيفت قائمة بأسماء الملوك في القانون القوطي الغربي)، ولم يُعثر على شيء سوى بضعة شواهد حجرية رونية يُعتقد أنها تذكر شيئًا عن هؤلاء الملوك التاليين: إموند العجوز (خلال الفترة 1050–1060)، وهوكان الأحمر (في آخر القرن الحادي عشر)، وبلوت-سفن (قرابة عام 1080).
في العام الألف الميلادي تقريبًا، تُوج أول ملك على سفيلاند وغوتالاند معًا: أولوف سكوتكونونغ، ولكن تاريخ القرنين التاليين يشوبه بعض الغموض، إذ لا تزال فترات ولاية العديد من الملوك ومدى نفوذهم وسيطرتهم غير واضحة تمامًا. ورغم ذلك يُعد والد أولوف، إريك المنتصر، أول ملك سويدي في نظر البلاط الملكي السويدي. توطد نفوذ ملوك السويد بدرجة ملحوظة بعد قدوم المسيحية في القرن الحادي عشر، وشهدت القرون التالية عملية ترسيخ السلطة في أيادي الملوك. اعتاد السويديون قبل تلك الحقبة من التاريخ أن ينتخبوا ملوكهم من إحدى الأسر المُفضلة في موقع أحجار مورا، وكان الشعب يمتلك حق اختيار الملك إلى جانب حق التخلص منه. دُمرت تلك الأحجار التشريفية قرابة عام 1515.
تأثرت عملية توحيد السويد بالنزاعات الأسرية بين عشيرتيّ إريك وسفيركر حتى حلول القرن الثاني عشر، واُختتمت تلك الصراعات بمصاهرة قبيلة ثالثة مع قبيلة إريك، وانتهى الأمر باعتلاء عائلة بييلبو عرش السويد. أسست تلك العائلة دولة السويد السالفة لاتحاد كالمار وحولتها إلى دولة قوية، وبلغت ذروتها بسيادة الملك ماغنوس الرابع (خلال الفترة 1319–1364) على النرويج (1319-1343) وسكونا (1332-1360). ضعفت سطوة هذا الاتحاد عقب انتشار الموت الأسود، وانضمت سكونا من جديد إلى الدنمارك.
في عام 1397، عقب انتشار الطاعون وعدة صراعات محلية على السلطة، وحدت مارغريتا الأولى ملكة الدنمارك ممالك السويد (التي كانت تضم فنلندا حينها) والدنمارك والنرويج (التي كانت تضم آيسلندا حينها)، وأسست اتحاد كالمار بموافقة نبلاء السويد. أدى التوتر المستمر بين دول الاتحاد وبعضها والاتحاد ذاته إلى صراعات مفتوحة بين السويديين والدنماركيين في القرن الخامس عشر. نشبت العداوة بين الدنماركيين والنرويجيين من جانب، والسويديين والفنلنديين من الجانب الآخر عقب تفكك الاتحاد في القرن السادس عشر، وظلت تلك العداوة قائمة لعدة قرون تالية.

### تطورات القرن السادس عشر والسابع عشر
أيد الأساقفة الكاثوليك حكم ملك الدنمارك، كريستيان الثاني، الذي أطاح به قائد ثورة تحرير السويد، غوستاف فاسا، بعدما أعدم الملك والده في مذبحة ستوكهولم. اُنتخب غوستاف فاسا ملكًا للسويد ولُقب بغوستاف الأول أثناء اجتماع طبقات المجتمع السويدي الذي انعقد في سترينغنس في 6 يونيو 1523.
استعان غوستاف الأول بحركة الإصلاح البروتستانتي لتحجيم سلطة الكنيسة الرومانية الكاثوليكية متأثرًا بتعاليم مارتن لوثر. وفي عام 1527 اجتمع غوستاف بطبقات المملكة في مدينة فيستيروس، وأقنعهم بمصادرة أراضي الكنائس التي كانت تمثل حينها 21% من أراضي البلد الزراعية. وفي ذات الوقت انفصل غوستاف ببلده عن البابوية وأسس كنيسة رسمية للدولة (كنيسة السويد). عكف غوستاف الأول طوال فترة حكمه على إخماد معارضة الأرستقراطيين والقرويين معًا ضد سياساته الكنسية وجهوده الرامية إلى المركزية، ما مهد الطريق إلى إنشاء الدولة السويدية الحديثة الموحدة. صارت السويد دولة ملكية وراثية في عام 1544 عندما اجتمع ريكسداغ الطبقات، ونصبوا أبناء الملك غوستاف الأول ورثة لعرش السويد.
وُضعت إصلاحات قوانين الضرائب قيد التنفيذ في عامي 1538 و1558، وبموجبها بُسطت الضرائب المفروضة على المزارعين المستقلين وصارت موحدة على جميع المناطق، وعُدل نظام تقييم الضرائب كي تكون متناسبة مع قدرة الأفراد على الدفع. أدت تلك الإصلاحات إلى زيادة إيرادات الضرائب الملكية، وفي ذات الوقت اعتبر الناس نظام الضرائب الجديد أكثر عدلًا من سابقه. وفي عام 1535 نشبت حرب في مدينة لوبيك أدت إلى إقصاء التجار الهانزيين الذين اتخذوا التجارة الأجنبية حكرًا لهم. وفي أعقاب ذلك ازدهر اقتصاد السويد بسرعة خاطفة على يد مواطني السويد الأحرار، وبحلول عام 1544 سيطر غوستاف الأول على 60% من أراضي السويد الزراعية. وفي ذلك الوقت شيدت السويد أول جيش حديث في أوروبا مدعومًا بنظام ضرائب متطور وبيروقراطية ناجعة.
تولى إريك الرابع عشر حكم السويد بعد وفاة والده غوستاف الأول عام 1560. وشهد عصره دخول السويد في الحرب الليفونية وحرب السبعة أعوام الشمالية. أدت إصابة الملك إريك باضطراب نفسي ومعارضته للأرستقراطية إلى إعدامه خمسة أفراد من عائلة ستورة في عام 1567، وسجن أخيه يوهان الثالث الذي تزوج من كاثرين ياغيلون؛ أخت زغمونت الثاني ملك بولندا. وفي عام 1568 أطاح يوهان الثالث بإريك ونصب نفسه ملكًا. أبدى يوهان الثالث نزعة كاثوليكية واضحة في سياساته المحلية متأثرًا بزوجته، ما أدى إلى توتر العلاقات بين رجال الدين السويديين ونبلاء السويد. أعاد يوهان إدخال التقاليد الكاثوليكية، وتأثرت سياسته الخارجية بعلاقته الأسرية بالكومنولث البولندي الليتواني حيث تُوج ابنه، زغمونت الثالث، ملكًا في عام 1587. وعقب وفاة الملك جون، حاول ابنه زغمونت أن يسيطر على السويد من مكانه في بولندا تاركًا حكم السويد لوصي العرش – عمه كارل التاسع أصغر أبناء غوستاف الأول سنًا – ولكنه لم يستطع أن يحمي عرشه في السويد من أطماع عمه. وفي عام 1598 انتصرت قوات تشارلز التاسع على زغمونت وجيشه السويدي البولندي في معركة ستونغبرو، وأعلنت الطبقات عن خلع الملك زغمونت في عام 1599.
اعترفت طبقات المجتمع السويدي في نهاية المطاف بوصاية تشارلز التاسع على العرش وأحقيته بالحكم في عام 1604، وتُوج ملكًا. تميزت فترة حكمه القصيرة بالحروب المستمرة. فقد أدت عداوة بولندا للسويد وانفصال روسيا إلى دخوله في صراعات خارجية على إمارتي ليفيونا وإنغريا، والحرب البولندية السويدية (1600–1611) والحرب الإنغرية. وفي ذات الوقت، أدت مزاعم تشالرز بأحقية السويد بمنطقة لابلاند إلى دخوله في حرب مع الدنمارك (حرب كالمار) خلال آخر سنوات من فترة حكمه.

## وصلات خارجية
- The Royal Court of Sweden - الموقع الرسمي
- Kungahuset on YouTube – القناة الرسمية على يوتيوب
- Kungahuset on Vimeo – القناة الرسمية على فيميو
- Skattkammaren – the Royal Treasury
- Livrustkammaren – the Royal Armoury (Swedish museum of royal history)